# Mihail Darvari
Mihail Darvari (n. 1 octombrie 1871 - d. ?) a fost unul dintre ofițerii Armatei României, care a exercitat comanda unor mari unități și unități militare, pe timp de război, în perioada Primului Război Mondial și operațiilor militare postbelice. 
A îndeplinit funcția de comandant de brigadă în anul 1917.

## Cariera militară
Mihail Darvari a ocupat diferite poziții în cadrul unităților de infanterie ale armatei române, avansând până în anul 1909 la gradul de maior. A fost locotenent-colonel în 1913, colonel în 1916 și general de brigadă în 1917:p. 10
În perioada Primului Război Mondial a îndeplinit funcția de Comandat al Brigăzii 13 Infanterie, comandant al Brigăzii 23 Infanterie :p. 49, 88

## Decorații
- Ordinul „Coroana României”, în grad de maior (1910) [5]
- Medalia Bene Merenti,  în grad de căpitan (1909) [6]